# Dalbergia adami
Dalbergia adami är en ärtväxtart som beskrevs av Jean Berhaut. Dalbergia adami ingår i släktet Dalbergia, och familjen ärtväxter. Inga underarter finns listade i Catalogue of Life.